# Bagous czwalinai
Bagous czwalinai är en skalbaggsart som beskrevs av Georg Karl Maria Seidlitz 1891. Bagous czwalinai ingår i släktet Bagous, och familjen vivlar. Enligt den finländska rödlistan är arten otillräckligt studerad i Finland. Enligt den svenska rödlistan är arten otillräckligt studerad i Sverige. Arten förekommer i Götaland. Artens livsmiljö är näringsrika sjöar.